# Емфізематозний карбункул
Емфізематозний карбункул (ЕМКАР) — гостре не контагіозне інфекційне захворювання, переважно великої рогатої худоби та овець, яке характеризується утворенням крепітувальних набряків у м'язовій тканині різних ділянок тіла.
Хворіють, головним чином, молоді вгодовані тварини віком від 3 місяців до 4 років. Виявляється спорадично. Реєструється протягом усього року, але частіше в літній та осінній періоди. Летальність сягає 80 %.
Емфізематозний карбункул — типова ґрунтова інфекція. Джерело інфекції — хворі тварини. Фактори передачі — ґрунт, пасовища, корми, вода, інфіковані збудником. Зараження тварин є аліментарне або відбувається через пошкоджену шкіру та слизові оболонки. Певну роль у розповсюдженні хвороби відіграють кровосисні комахи.